# セントローレンス川

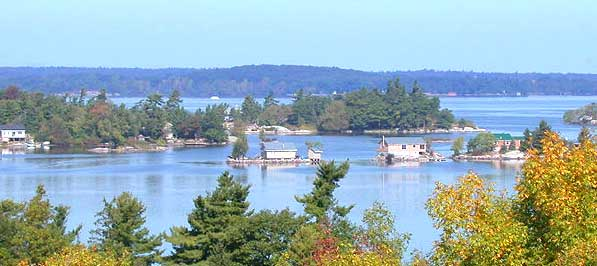
サウザンドアイランズ地方に浮かぶ島々とコテージ

セントローレンス川（セントローレンスがわ、英: St. Lawrence River、仏: Fleuve Saint-Laurent）は、北米大陸の五大湖と大西洋を結んでカナダ東部を東北に流れる河川である。水源である五大湖を含めればアマゾン川に次ぐ世界第2位の水量となる。サンローラン川ともいわれる。

## 地理
セントローレンス川はオンタリオ湖から始まり、ガナノクエ、ブロックビル、モリスタウン、オグゼンズバーグ、マシーナ、コーンウォール、モントリオール、トロワリヴィエール、ケベック・シティーを通り、世界でも最大級の三角江であるセントローレンス湾へと注ぐ。上流部はカナダのオンタリオ州とアメリカ合衆国のニューヨーク州を隔てる国境を形成し、その後はケベック州内を流れる。ケベック・シティー付近から潮汐がある。
オンタリオ湖の流出部からの長さは1,197kmで、もっとも遠い水源からでは3,058kmになる。五大湖も含む流域面積は1,344,200km2であり、うち839,200km2がカナダ、505,000km2がアメリカ合衆国である。流域にはカナダのオンタリオ州とケベック州、アメリカ合衆国のイリノイ州、インディアナ州、ミネソタ州、ニューヨーク州、オハイオ州、ペンシルベニア州、バーモント州、ウィスコンシン州、ミシガン州が含まれる。
途中にはモントリオールの南のセントルイス湖、サラベリ・ド・ヴァレフィルドのサン＝フランソワ湖（Lake Saint Francis）やモントリオール東のサン＝ピエール湖（Lac Saint-Pierre）といった湖がある。また、アレクサンドリアベイおよびキングストン付近のサウザンド諸島、モントリオール島などを含むオシュラガ諸島（Hochelaga Archipelago）、ケベックシティ付近のオルレアン島などの島がある。オンタリオ湖を出たところにあるサウザンドアイランズ地方はセントローレンス諸島国立公園として国立公園に指定されている。
支流にはシャンプレーン湖からのリシュリュー川やオタワ川、サグネ川、サン＝フランソワ川（Saint-François River）などがある。

## 生態系
セントローレンス川（サン＝ローラン川）一帯にアメリカシラカンバ、ハンノキ属、ニレ属、Rhus typhina、シロスジカエデ、Cornus alternifolia、モミ属、カナダハシバミ、Sambucus pubens、カナダイチイ、トウヒ属などが生える多様な森林があり、河口干潟にはフトイ属のSchoenoplectus americanus、ワイルドライス、オモダカ属のSagittaria cuneataとSagittaria latifoliaなど、シャルルボア生物圏保護区のツンドラにはカルミア属、アカゲノイソツツジなど、クルムホルツにはクロトウヒ、バルサムモミなどが生える。川とその周辺にはシロイルカ、オオカミ、トナカイ、ペンシルバニアピューマ、シロナガスクジラ、カナダガン、オオハクガンなどの動物が生息している。
ケベックシティの東約80 kmに離れるセントローレンス川北岸のシャルルボア生物圏保護区は1988年にユネスコの生物圏保護区に指定され、本流沿岸のサン＝フランソワ湖、サン＝ピエール湖、トゥルマント岬、ベ・ド・リスル＝ヴェルトはラムサール条約登録地である。

## 歴史
1534年6月9日にフランス人探検家ジャック・カルティエが発見し、河川を航行した。名前の由来は、ローマのラウレンティウスの記念日である8月10日にカルティエが、初めてこの川の流域に入ったのに因んでと言われる。当時はモントリオール付近にラシーヌ瀬があり、ここまでしか航行できなかったが、その後運河網の発達によりスペリオル湖まで航行可能となった。1959年にはセントローレンス海路が開通して、大型の船の通航が可能となった。

## 支流
下流より記載
- サグネ川
- サン＝ピエール湖 - 本川の川幅が広がった部分
- リシュリュー川
  - シャンプレーン湖
    - ラ・シュート川（英語版）
      - ジョージ湖
- セントルイス湖 - 本川の川幅が広がった部分
- オタワ川
  - トラウト湖
- オンタリオ湖
  - トレント川
    - ライス湖
      - オトナビー川（英語版）
        - カチワノッカ湖（英語版）
          - ストーニー湖
            - ロウアーバックホーン湖
              - バックホーン湖
                - ピジョン湖 (オンタリオ州)
                  - スタージョン湖
                    - フェネロン川（英語版）
                      - キャメロン湖
                        - ローズダール川（英語版）
                          - バルサム湖

  - オスウェゴ川
    - オナイダ川
      - オナイダ湖

  - ナイアガラ川
    - エリー湖
      - カヤホガ川
      - ブラック川 (オハイオ州)
      - デトロイト川
        - セントクレア湖
          - セントクレア川
            - ヒューロン湖
              - ブラック川 (ミシガン州アルコナ郡)
              - シボイガン川（英語版）
                - ブラック川 (ミシガン州シボイガン郡)

              - セヴァーン川 (ジョージア湾)（英語版）
                - シムコー湖

              - フレンチ川（英語版）
                - ニピシング湖

              - ミシガン湖
                - マカタワ湖（英語版）
                  - マカタワ川

                - フォックス川（英語版）
                  - ウィネベーゴ湖

              - セントメリーズ川
                - スペリオル湖
                  - ミネラル川
                  - ニピゴン川（英語版）
                    - ニピゴン湖
                      - ホワイトサンド川

                  - アイアン川
                    - インディペンデンス湖
                      - イエロードッグ川

## 経済
セントローレンス川は、大西洋と五大湖を結ぶ重要な商業水路となっている。米国とカナダに大きな経済効果をもたらし、貨物輸送は両国で450億ドルの経済活動と238,000人の雇用を生み出している。船舶、港湾、ターミナル、水路インフラへのインフラ投資額は71億カナダドルである。
経済コンサルタントのマーティン・アソシエイツが実施した「2018 Economic Impacts of Maritime Shipping in the Great Lakes-St.Lawrence Region」調査によると、五大湖・海路システムの貨物輸送はカナダと米国で450億ドルの経済活動と23万8000人の雇用を生み出すとされている。この調査では、セントローレンス海路閘門やスーロックなどの主要航路インフラによる特定の経済効果にも焦点を当てている。さらに、五大湖、接続河川、セントローレンス海路を通過した国内および国際貨物は、さらに70億ドルの経済活動を生み出し、港湾、ターミナル、船主、その他の関連企業への影響も含まれていると報告されている。